# 2010年10月苏门答腊地震
2010年10月苏门答腊地震是一次发生于2010年10月25日，震级7.7，震中在印度尼西亚苏门答腊海岸附近的地震。美国地质调查局测定地震发生在当地时间下午9时42分（14:42UTC），震中位于明古魯省以西150英里（240），靠近明打威群岛。在美国地质测量局第一次报告中提到地震震中为20.5英里（33.0）深，但后来改为8.8英里（14.2）深，最后改为12.8英里（20.6）。美国地质测量局还估计地震的震级为7.5，后改为7.7。
印度尼西亚气象和地球物理局对此地震发出了海啸警告，而后取消。根据太平洋海啸预警中心的报告，地震产生了明显海啸，但海平面数据显示海啸在绝大多数地区不具威胁。据报道海啸冲击了明打威群岛尖端的冲浪区，导致两艘出租船碰撞。当地发布了海啸监视警告，但在高危时期之后被取消。根据一个印度尼西亚气象和地球物理局的发言人的发言，震中附近的几个城镇有震感，但没有伤亡报告。该机构还把地震的震级定位在7.2。至少23人据报已经死亡，以及超过160人失踪，但受灾位置偏远（群岛只可通过船到达）导致伤亡的报告被延误。
印尼卫生部危机处理中心官员穆吉哈约说：「80%的Muntei村建筑物已被波浪破坏，而且那里很多人都失踪。」

## 地质背景

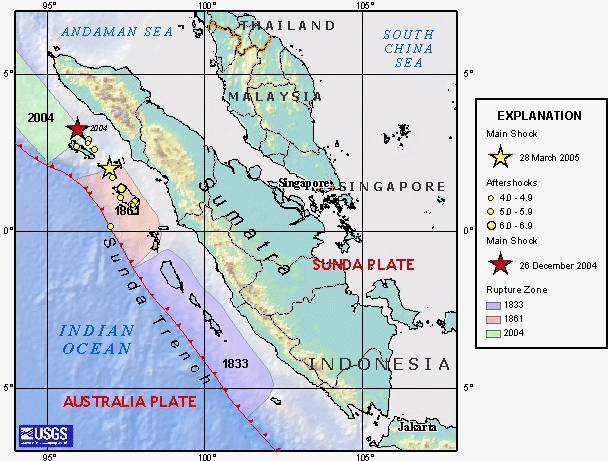
临近2010年10月地震位置附近的断层地图

苏门答腊岛位于巽他大逆冲上面，这个逆冲是俯冲的澳大利亚板块和上冲的巽他板块之间的接口。这种结构的运动产生了许多历史性的大型地震。最近一次大型系列破裂由2004年印度洋地震开始，包括2005年苏门答腊地震和2007年苏门答腊地震。  这次10月地震，从震源机制解和震源深度的计算结果来看，是板块接口附近冲上断层断裂的结果。破裂区域就在震级约Mw9.0的1833年苏门答腊地震的破裂区域。

## 伤亡情况
- 据美联社10月27日报道，地震引发的海啸导致272人死亡，412人失踪[16]。
- 10月28日，据法新社报道，印尼官员埃德-爱德华表示，接连发生的自然灾害已经造成370人死亡，338人失踪，且一周内死亡人数有可能超过500[17]。
- 10月29日，据东方网报道，此次地震及其引发的海啸至少造成394人死亡，312人失踪[18]。

## 余震
首次地震之后36小时内发生多次余震，其中较剧烈的有
- 5.0-10月25日15:21:12 UTC[20]
- 6.1-10月25日19:37:30 UTC[21]
- 4.9-10月25日22:10:03 UTC[22]
- 6.2-10月25日22:59:53 UTC[23]
- 5.3-10月26日10:51:25 UTC[24]
- 5.3-10月26日11:33:21 UTC[25]
- 5.0-10月26日19:40:41 UTC[26]
- 5.0-10月26日23:09:47 UTC[27]
- 5.8-10月26日23:45:38 UTC[28]

## 请参阅
- 2007年3月苏门答腊地震
- 2007年9月苏门答腊地震
- 2010年4月苏门答腊地震

## 引用
1. ↑  . earthquake.usgs.gov. USGS. 2010-10-25  [2010-10-27]. （原始内容存档于2010-10-28）.
2. ↑  
. maps.google.com. Google.   [2010-10-27].
3. ↑  Bayo Ismoyu. . The Jakarta Globe. 2010-10-30  [2010-10-30]. （原始内容存档于2012-09-25）.
4. 1 2 3  .   [2010-10-26]. （原始内容存档于2010-10-28）.
5. ↑  .   [2010-10-26]. （原始内容存档于2010-10-26）.
6. 1 2  .   [2010-10-26]. （原始内容存档于2012-11-05）.
7. ↑  .   [2010-10-26]. （原始内容存档于2020-11-06）.
8. ↑   https://web.archive.org/web/20101027161409/http://www.weather.gov/ptwc/text.php?id=indian.2010.10.25.165759.   [2010-10-26]. （原始内容存档于2010-10-27）. 缺少或|title=为空 (帮助)
9. ↑  .   [2010-10-26]. （原始内容存档于2010-10-28）.
10. ↑  .   [2010-10-26]. （原始内容存档于2020-09-16）.
11. ↑  23 people are dead, including nine Australians （页面存档备份，存于） 26 October 2010
12. ↑  .   [2010-10-26]. （原始内容存档于2010-10-27）.
13. ↑  .   [2010-10-27]. （原始内容存档于2010-10-30）.
14. ↑  Sieh, K.  (PDF).   [2010-10-26]. （原始内容 (PDF)存档于2010-08-01）.
15. ↑  Bürgmann, R.  (PDF). Nature Geoscience. 2009, 2: 78–88  [26 October 2010]. （原始内容存档 (PDF)于2021-01-02）.
16. ↑  .   [27 October 2010]. （原始内容存档于2010-11-01）.
17. ↑  .   [28 October 2010]. （原始内容存档于2010-11-01）.
18. ↑  .   [29 October 2010]. （原始内容存档于2015-06-04）.
19. ↑   http://earthquake.usgs.gov/earthquakes/recenteqsww/Maps/10/100_-5_eqs.php.   [2010-10-27]. （原始内容存档于2010-10-29）. 缺少或|title=为空 (帮助)
20. ↑  The Associated Press: 7.7-magnitude quake hits off Indonesian island
21. ↑  Major 7.7 quake strikes Indonesia[]
22. ↑  .   [2010-10-26]. （原始内容存档于2010-10-28）.
23. ↑  .   [2010-10-26]. （原始内容存档于2010-10-27）.
24. ↑  . earthquake.usgs.gov. USGS.   [2010-10-26]. （原始内容存档于2010-10-29）.
25. ↑  . earthquake.usgs.gov. USGS.   [2010-10-26]. （原始内容存档于2010-10-29）.
26. ↑  . earthquake.usgs.gov. USGS.   [2010-10-26]. （原始内容存档于2010-10-28）.
27. ↑   http://earthquake.usgs.gov/earthquakes/recenteqsww/Quakes/usa00044yn.php.   [2010-10-27]. （原始内容存档于2010-10-30）. 缺少或|title=为空 (帮助)
28. ↑   http://earthquake.usgs.gov/earthquakes/recenteqsww/Quakes/usa00044z1.php.   [2010-10-27]. （原始内容存档于2010-10-29）. 缺少或|title=为空 (帮助)

## 外部連結
- 印尼雙重災難（页面存档备份，存于） 是次爆發及海嘯的影片